# Julius Rupp
Julius Friedrich Leopold Rupp (Königsberg, 1809. augusztus 13. – Königsberg, 1884. július 11.) a német szabad egyházközségek első alapítója és vezére.

## Életútja
Egy ideig gimnáziumi tanár volt, majd prédikátor lett. Az Athanasius-i hitvallás ellen 1845-ben kibocsátott nyilatkozata miatt állásától elmozdították. 1841. január 19-én barátjaival egy szabad protestáns községet alapított, aztán a szászországi protestáns barátokkal egyesült. A szabad vallási eszme érdekébne írta műveit is: Von der Freiheit, ein Zeugnis für das Evangelium vom Standpunkt des prot. Dissidententums (Lipcse, 1856, 2 rész); Das Sektenwesen und die freie Gemeinde (Königsberg, 1859). Volt képviselő is és egy Religiöse Reform című lapot is adott ki.